# Leopardenblume

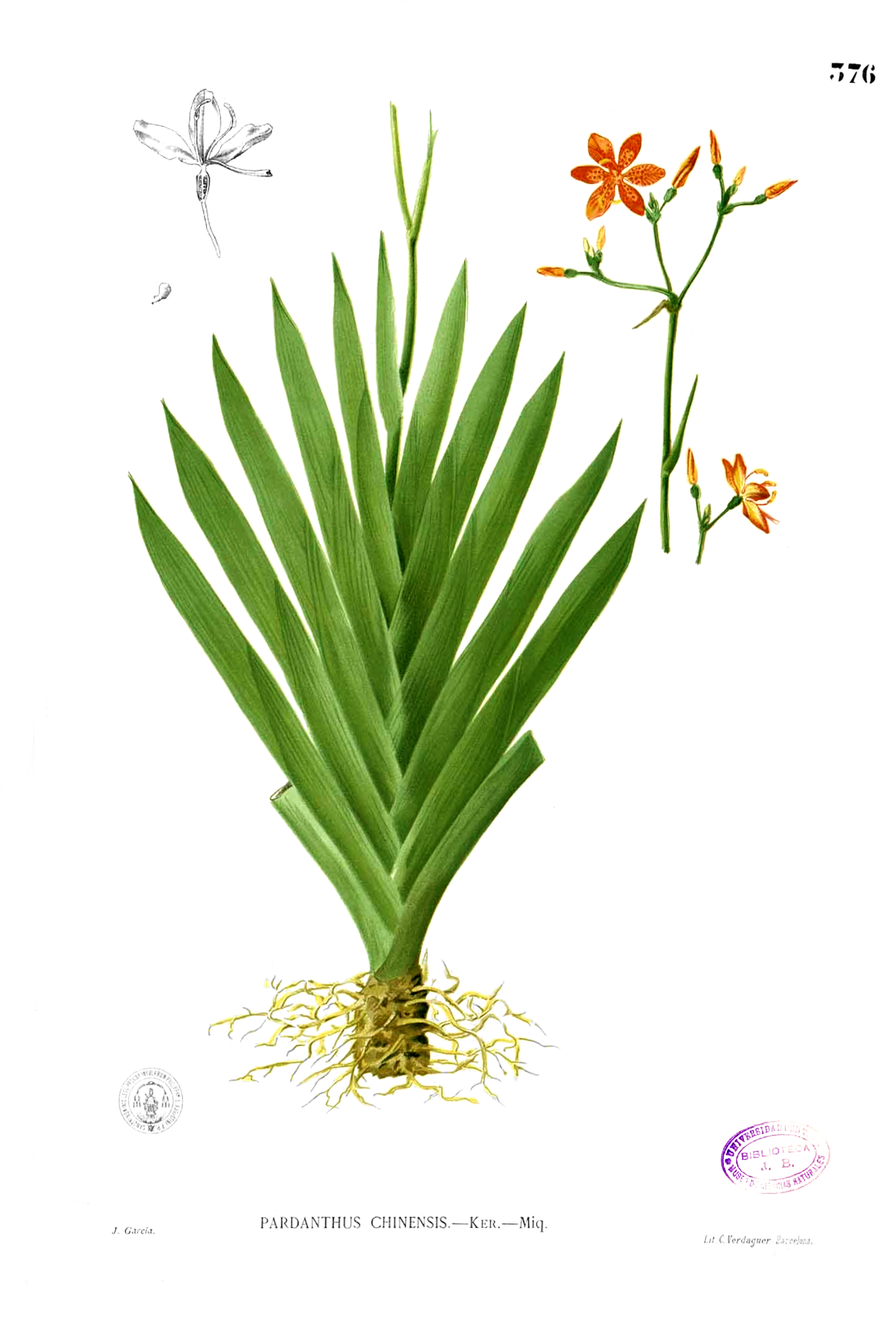
Illustration

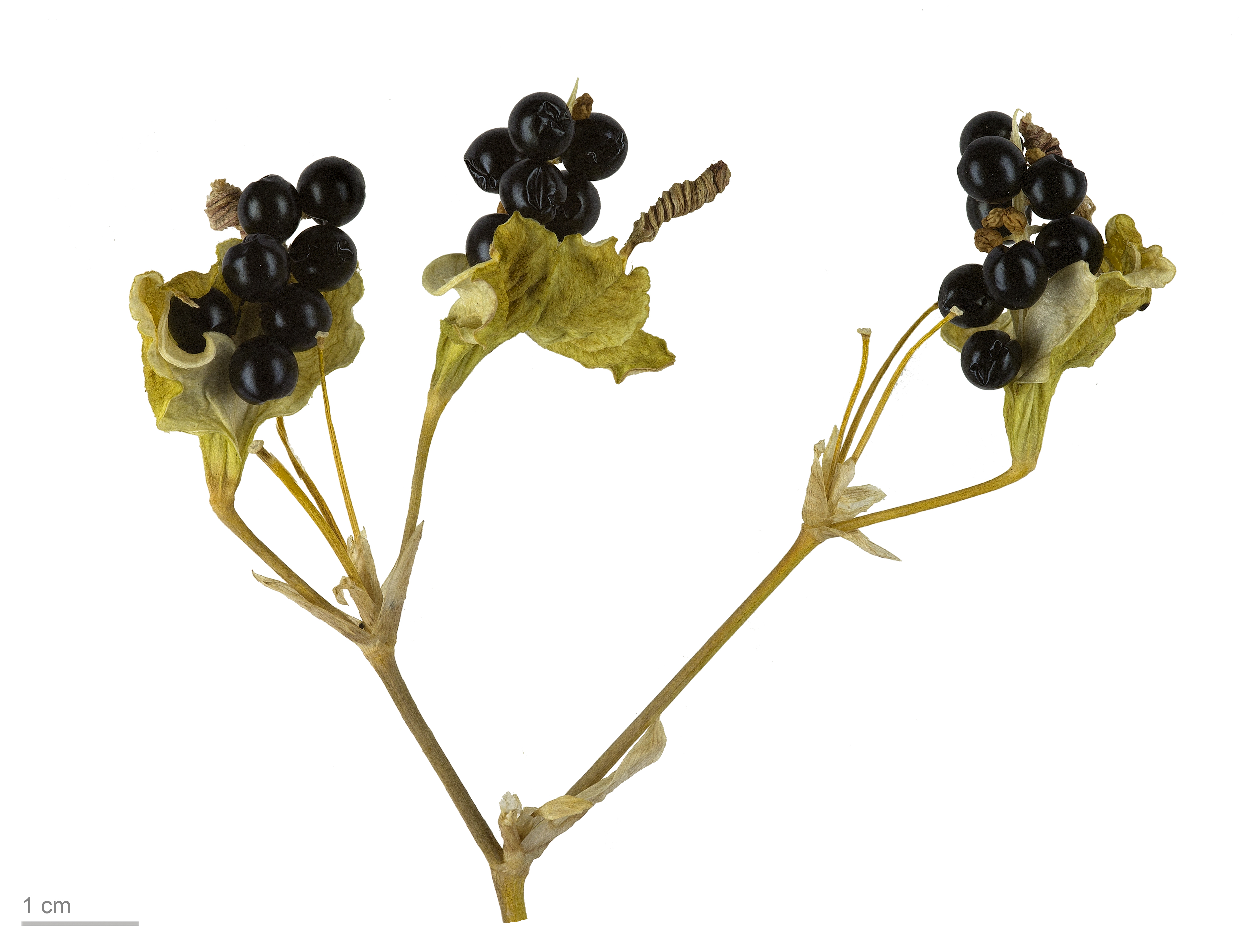
Iris domestica

Die Leopardenblume (Iris domestica) ist eine Pflanzenart aus der Untergattung Hermodactyloides in der Gattung Schwertlilien (Iris) innerhalb der Familie der Schwertliliengewächse (Iridaceae). Die deutsche Artbezeichnung geht auf die dunkle Fleckung der Blüten zurück, die entfernt an ein Leopardenfell erinnert.

## Beschreibung
Die Leopardenblume wächst als ausdauernde krautige Pflanze mit einem hellbraunen Rhizom als Überdauerungsorgan. Die fächerig und zweizeilig angeordneten, einfachen, parallelnervigen Laubblätter weisen eine Länge von 20 bis 60 cm und eine Breite von 2 bis 4 cm auf.
In einem verzweigten Blütenstand stehen die Rhipidien zusammen. Die zwittrigen Blüten sind dreizählig. Die sechs gefleckten Blütenhüllblätter sind frei und gleichgestaltet. Es ist nur ein Kreis mit drei freien Staubblättern vorhanden. Es sind drei freie Griffel vorhanden.
Die Kapselfrucht weist eine Größe von 2,5 bis 3 × 1,5 bis 2,5 cm auf. Die schwarzen Samen weisen einen Durchmesser von 5 mm auf.

## Verbreitung
Die Leopardenblume ist in Süd- und Ostasien (Japan, China, Taiwan und Nord-Indien) beheimatet. In den nördlichen USA ist sie eingebürgert.

## Verwendung
Die Leopardenblume wird in der traditionellen chinesischen Medizin eingesetzt. Die Pflanze ist giftig.

## Systematik
Es gibt eine Reihe von Synonymen für Iris domestica (L.) Goldblatt & Mabb.: Belamcanda chinensis (L.) DC., Pardanthus chinensis (L.) Ker-Gawl., Gemmingia chinensis (L.) O.Kuntze, Belamcanda punctata Moench, Ixia chinensis L.